# Карли, Марио
Марио Карли (итал. Mario Carli, 31 декабря 1889, Сан-Северо — 9 сентября 1935, Рим) — итальянский писатель, журналист и поэт.
Мятежная натура и основатель многочисленных авангардных журналов, в том числе L'Italia futurista, он, вместе с Филиппо Томмазо Маринетти, стал идеологом «политического футуризма», позднее присоединившись к фашистскому движению.

## Биография
Родился в Сан-Северо, отец происходил из Романьи, а мать из Апулии. Начал творческий путь во Флоренции, сотрудничал с местными журналами: La Difesa dell’arte (1900—1910), Il Centauro (1912—1913) и La rivista (1913). В десять лет он познакомился с Филиппо Томмазо Маринетти, с которым у него до конца жизни осталась крепкая дружба.
В творческом плане придерживался футуризма, стоял у истоков знаменитого авангардного журнала L'Italia futurista, самого популярного издания футуристской направленности во время Великой войны, ставшего маяком для целого поколения молодых людей, жаждущих перемен и приветствовавший любые социальные эксперименты. Вмести с ним работу над журналом вели Эмилио Сеттимелли, Бруно Корра, Арнальдо Джинна и Ремо Чити.
С началом Великой войны был освобождён от воинской службы из-за сильной близорукости и назначен на административно-бюрократическую должность в Авеллино. Но «тяга к окопам» Карли была настолько сильна, что он сначала поступил добровольцем в сапёрное отделение, а затем, после создания в 1917 году ардити, записался в элитный 18-й штурмовой батальон. Из простого солдата он вскоре стал капитаном Королевской армии, получил серебряную медаль и крест «За воинскую доблесть».
Летом 1918 года вместе с Маринетти и Эмилио Сеттимелли он дал жизнь журналу Roma Futurista, в первом номере которого он опубликовал воззвание Fiamme nera («Чёрное пламя» — от символа на воротниках формы ардити), в котором изложил основы идеологии, которой должны следовать ардити:
Ардити — это футуристы войны, растрёпанный и готовый на всё авангард, подвижная и весёлая сила двадцатилетнего юноши, бросающего бомбы и насвистывающего воспоминания о ВарьетеA me, Fiamme nere!, 
В 9 номере от 10 декабря того же года он опубликует прокламацию об основании Associazione tra gli Arditi di Italia в Риме, по примеру которой в различных итальянских городах стали организовываться союзы (фашо) футуристов. 1 января 1919 года он провёл пламенный митинг в поддержку присоединения к Италии Фиуме и Далмации. Возглавляемая им демонстрация ардити с триумфом провожала председателя Совета Министров и делегата Парижской конференции Витторио Эмануэле Орландо, боровшегося за присоединение Фиуме к Италии, от Квиринальского дворца до вокзала.
23 марта 1919 года он был среди участников митинга Бенито Муссолини на площади Сан-Сеполькро в Милане, во время которого различные фашо со всей Италии были объединены в Итальянский союз борьбы.
11 мая 1919 года вместе с Ферруччо Векки он основал новую газету L’Ardito, которая через несколько дней после создания была запрещена в военных казармах. Произошло это из-за того, что в ответ на предложение некоторых генералов участвовать его организации в борьбе против революционеров, Карли опубликовал знаменитую статью «Arditi non gendarmi» («Ардити не жандармы»).

### Оккупация Фиуме
Несмотря на свою успешную журналистскую карьеру, в 1919 году Карли принял участие в фиумской экспедиции, сразу же после её начала. В городе он познакомился с футуристами Чезаре Черати и Анджело Скамбеллури, но, прежде всего, с лётчиком Гвидо Келлером, которому Карли посвятил роман «Trillirì».
В феврале 1920 года он основал для фиумских легионеров газету La Testa di ferro. На её страницах Карли излагал очень радикальные и неортодоксальные для итальянского социализма позиции. В тот период Карли был очарован Октябрьской революцией, рассматривая её как пример борьбы против либеральной демократии, но, при этом, не разделяя в полной мере идеологию большевизма.
Именно из-за неортодоксальной редакционной линии La Testa di ferro, несмотря на похвалу от Габриэле Д'Аннунцио, командование регентства Карнаро предложило ему перенести редакцию в Милан. Это также привело к его конфликту с Муссолини.
Накануне «Кровавого Рождества» Карли вместе с Чезаре Черати и ещё несколькими анархистами планировали осуществить 28 декабря 1920 года подрыв миланской электростанции, а также призвать граждан со страниц La Testa di Ferro к вооружённому восстанию. Но его план, в итоге, был разоблачён, а сам он арестован и посажен в тюрьму в Кремоне.

### Футуристский фашизм

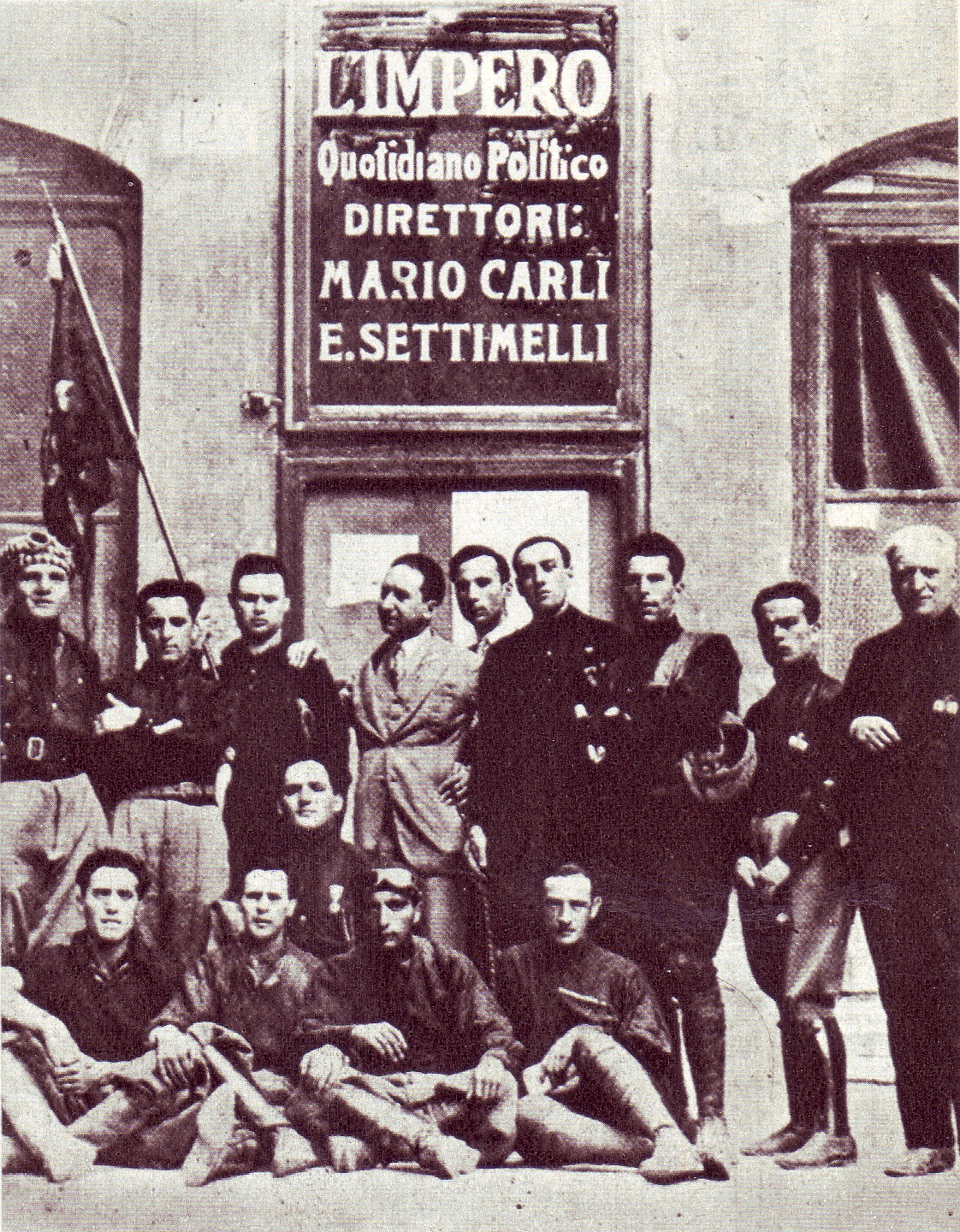
Марио Карли (в светлом костюме) у редакции L’Impero в Болонье

После событий в Фиуме Карли, вместе со своим другом и писателем Эмилио Сеттимелли, стал склоняться к монархической среде и основал 21 апреля 1922 года Il Principe — журнал для футуристов-перебежчиков, не последовавших за Маринетти и (пока что) за Муссолини (в их числе были Вольт, Марио Десси, Бруно Корра и Эрнесто Дакуанно).
Пережил ряд карьерных взлётов и падений, он, после Похода на Рим, окончательно присоединился к фашистскому движению и, вместе с Эмилио Сеттимелли, основал 11 марта 1923 года газету L’Impero. Многие редакторы прошлых изданий Карли стали сотрудниками и нового. Маринетти 25 апреля 1923 года подписал с Карли и Сеттимелли манифест L’Impero Italiano.
С момента основания L’Impero Карли стал апологетом радикального и непримиримого фашизма в открытом и ожесточённом споре с либеральными интеллектуалами.

### Посольская деятельность и смерть
Между 1930 и 1932 годами он был назначен генеральным консулом Италии в Порту-Алегри, Бразилия, затем был переведён в Салоники, Греция, где проживал с 1934 по 1935 год.
Поражённый неизлечимой болезнью, он вернулся в Рим, где 9 сентября 1935 года скончался в возрасте 45 лет. Был похоронен на монументальном кладбище Верано.

## Список работ
- Retroscena, 1915.
- Notti filtrate, L’Italia Futurista, Firenze, 1918
- Sii brutale amor mio! Romanzo-battaglia, Impresa Editoriale Ugoletti (Coop. Tip. «Luzzatti»), Roma, 1919.
- Noi arditi, Facchi Editore, Milano, 1919.
- Con d’Annunzio a Fiume, Facchi, Milano 1920.
- Addio mia sigaretta , Istituto Editoriale Italiano, Milano, 1920.
- Trillirì, S.T.E. Porta, Piacenza 1922.
- La mia divinità, Casa Ed. Berlutti, Roma 1923.
- Fascismo Intransigente, Bemporad e Figlio, Firenze 1926.
- Colloqui coi vivi , Istituto Editoriale del Littorio, 1928.
- Cervelli di ricambio, Istituto Editoriale del Littorio, Roma, 1928.
- Arditismo, Augustea, Roma-Milano, 1929.
- Antisnobismo, Casa Editrice Morreale, Milano, 1929.
- L’italiano di Mussolini (romanzo), Milano, Mondadori, 1930.
- Il mio cuore fra i reticolati, Ceschina, Milano, 1934 (scritto nel 1918)
- Incontro con Bottai. — 1938.
- Il Nostro Bolscevismo, Società Editrice Barbarossa, 1996.
- Fascismo intransigente, Società Editrice Barbarossa, Milano, 2007.
- Notti filtrate e altri scritti, a cura di Francesco Magliuolo, Marchese Editore, Napoli, 2009.
- Con d’Annunzio a Fiume, Aga Editrice, 2013.
- Trillirì, Aga Editrice, 2013.
- Il mio cuore fra i reticolati, Aga Editrice, 2014.
- Le seduzioni. Tre racconti, con un saggio introduttivo di Barbara Meazzi, Napoli, Diana, 2021.